# معادله ریچادوری
در نسبیت عام، معادله ریچادوری (به انگلیسی: Raychaudhuri equation) یا معادله لانداو-ریچادوری یک نتیجه بنیادی برای توصیف حرکت ذرات ماده نزدیک به هم می باشد.این معادله به عنوان یک لِم بنیادی در قضایای تکینگی پنروز-هاوکینگ و برای مطالعه پاسخهای دقیق در نسبیت عام، دارای اهمیت است. این معادله به طور مستقل توسط امال کومار ریچادوری و لو لانداو کشف شد.